# جاناتان لاکورت
جاناتان لاکورت (انگلیسی: Jonathan Lacourt؛ زادهٔ ۱۷ اوت ۱۹۸۶) بازیکن فوتبال اهل فرانسه است.
از باشگاه‌هایی که در آن بازی کرده‌است می‌توان به باشگاه فوتبال لانس، باشگاه فوتبال والنسین، باشگاه ورزشی آمیان، باشگاه فوتبال تروا، باشگاه فوتبال باستیا، و باشگاه فوتبال نیم المپیک اشاره کرد.